# Protuberancia occipital externa
Cerca de la mitad de la parte escamosa del hueso occipital se encuentra la protuberancia occipital externa, cuyo punto más alto se denomina inion. El inion es la proyección más prominente de la protuberancia que se encuentra en la parte posterioinferior del cráneo humano. El ligamento nucal y el músculo trapecio se unen a él.
El inion (ἰνίον, iníon, griego para el hueso occipital) se utiliza como punto de referencia en el sistema 10-20, en el registro de electroencefalografía (EEG). Extendiéndose lateralmente a ambos lados está la línea nucal superior, y por encima de ella está ligeramente marcada la línea nucal más alta.
Un estudio de restos del siglo XVI encontrados en Anatolia mostró que la protuberancia occipital externa estadísticamente tiende a ser menos pronunciada en los restos femeninos.
|                                                                               |
| Posición de la protuberancia occipital externa (mostrada en rojo). Animación. |